# Ctenochasmatoidea
Die Ctenochasmatoidea sind eine Gruppe kleiner bis mittelgroßer Kurzschwanzflugsaurier, die vom Unterjura bis zur Unterkreide weltweit vorkamen. 

## Merkmale
Ihr charakteristisches Merkmal ist die langgestreckte, vorn abgerundete Schnauze, in der sich bei den fortschrittlicheren Ctenochasmatidae ein Reusengebiss befand, das aus zahlreichen, an den Kieferrändern sitzenden langen Zähnen bestand. Sie suchten ihre aus Kleintieren bestehende Nahrung wahrscheinlich watend in flachen Bereichen der Flüsse und Seen. In Polen (Wierzbica Quarry) fand man ein bis zwei Zentimeter langen, wurstförmige Koprolithen die zehntel Millimeter kleine Schneckenhäuser, Kalkgehäuse einzelliger Algen sowie Teile von Krebstieren und Würmern enthielten. Aus den direkt neben den Koprolithen befindlichen Fuß- und Handabdrücke kann man schließen, dass es sich um die Koprolithen ctenochasmatoider Flugsaurier handeln muss.
Der evolutionäre Trend führte von der einfachen, noch wenig angepassten Form Pterodactylus über eine Verlängerung des Halses, der Schnauze und bei den Ctenochasmatinae zu einer Vermehrung immer dünnerer Zähne und hatte schließlich beim argentinischen Pterodaustro ihren Höhepunkt erreicht, der über einen Siebapparat von über 1000 nadeldünnen, langen Zähnen verfügte und sich von Plankton ernährt haben muss, das er ähnlich wie die heutigen Flamingos aus dem Wasser siebte.
Die Gnathosaurinae blieben dagegen bei größeren Zähnen und scheinen größere Beutetiere gefangen zu haben. Die Verlängerung des Halses wurde durch die Verlängerung der Halswirbel, nicht durch deren Zunahme erreicht, ähnlich wie später bei den Azhdarchiden.

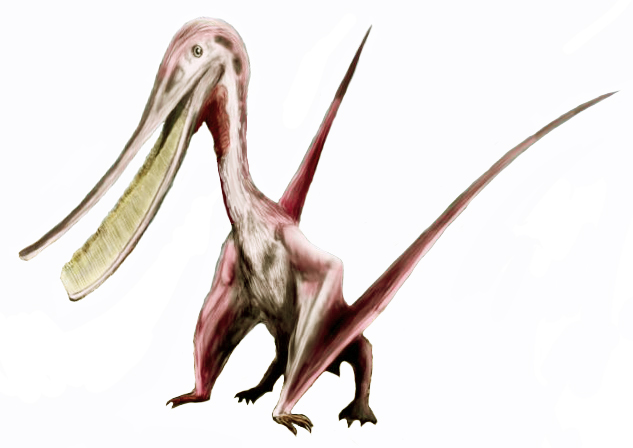
Pterodaustro

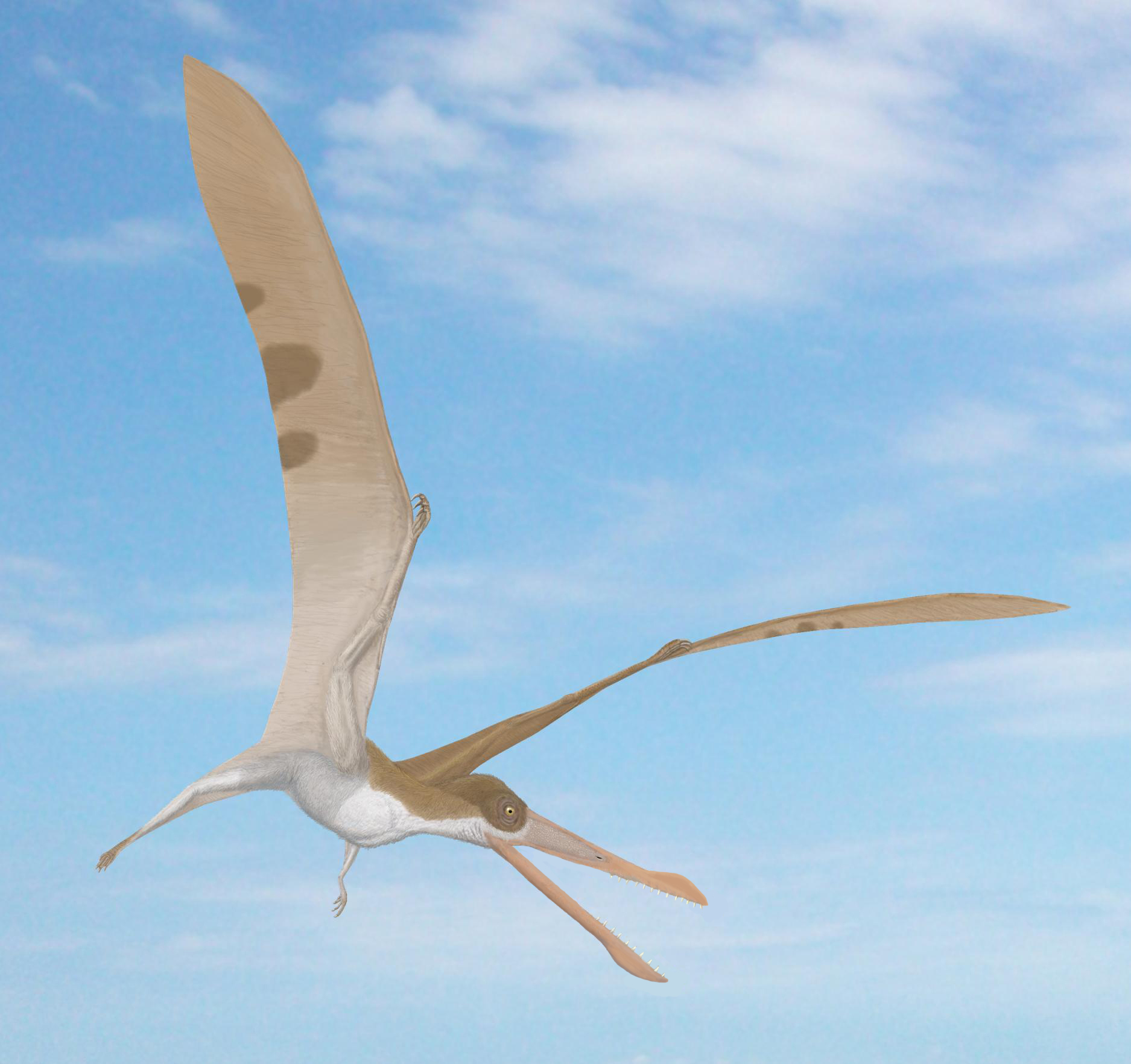
Cearadactylus

## Innere Systematik
- Ctenochasmatoidea
  - Cycnorhamphus
  - Feilongus
  - Pterodactylus
  - Unwindia
  - Ctenochasmatidae
    - Balaenognathus[2]
    - Elanodactylus[3]
    - Gegepterus[4]
    - Ctenochasmatinae
      - Beipiaopterus
      - Ctenochasma
      - Eosipterus
      - Pterodaustro

    - Gnathosaurinae
      - Cearadactylus
      - Gnathosaurus
      - Huanhepterus
      - Plataleorhynchus
      - Pterodactylus longicollum